# Efrém, o Neomártir
Santo Efrém, o Neomártir, Efrém, o Mártir, Efrém de Néa Mákri, ou Efrém do Monte Amomon (em grego: Άγιος Εφραίμ ο μάρτυρας / του Όρους των Αμώμων), que se acredita ter vivido de 1384 a 1426, foi um mártir e santo milagroso canonizado pelo Patriarcado Ecumênico de Constantinopla e pela Igreja Ortodoxa Grega. Seu status como santo é considerado controverso por alguns, pois não há fontes históricas que testemunhem sua existência como uma pessoa histórica. Os fiéis o consideram um santo "recém-revelado" ("νεοφανής"), cuja existência é uma questão de revelação divina e não de prova histórica.

## História
Dizem que o nome e a biografia de Santo Efrém, com datas e detalhes exatos, foram revelados a uma freira eremita, Makaria Desipri, em uma série de sonhos divinamente inspirados em 1950. Após esses sonhos, um corpo que se acredita ser o da santa foi encontrado no chão perto do eremitério da freira, no local de um mosteiro medieval abandonado nas encostas do Monte Amomon, perto da atual cidade de Nea Makri, na Ática, Grécia. O santo, cujo corpo preservado é mantido como uma relíquia sagrada, rapidamente se tornou objeto de veneração popular, pois passou a ser conhecido como um operador de curas milagrosas. No local de sua suposta vida e martírio, foi posteriormente erguido o Mosteiro da Anunciação de Nossa Senhora (Ιερά Μονή Ευαγγελισμού της Θεοτόκου). Em 1998, Santo Efrém foi oficialmente canonizado pelo Sínodo da Igreja Ortodoxa na Grécia, o que foi aprovado pelo Patriarca de Constantinopla em 2011.

## Biografia
De acordo com os sonhos revelados à Makaria Desipri, Santo Efrém nasceu em 14 de setembro de 1384 em Trikala, Tessália . Seu nome civil era Konstantinos Morphes. Ele se tornou monge, assumiu o nome monástico de Efrém e mudou-se para a Ática, para viver no que era então o Mosteiro da Anunciação de Nossa Senhora no Monte Amomon. Em 1424, o mosteiro foi destruído por tropas otomanas saqueadoras. Efrém escapou e viveu por mais um ano como eremita entre as ruínas do mosteiro. Em 14 de setembro de 1425, ele foi capturado em outro ataque dos turcos. Ele foi mantido em cativeiro e atormentado por mais de oito meses, com os turcos exigindo que ele negasse sua fé ortodoxa e aceitasse o Islamismo. Sem sucesso, os perpetradores o torturaram até sua morte, em 5 de maio de 1426. Uma amoreira, que se acredita ser aquela na qual o santo foi enforcado, é hoje exibida como objeto de veneração dentro do mosteiro reerguido.

## Veneração
Santo Efrém é retratado na iconografia como uma figura esguia e ascética, com cabelos e barba pretos, vestido com as vestes pretas de um monge. Seus dias festivos são 3 de janeiro (data da descoberta de seu corpo) e 5 de maio (data de seu martírio).
O mosteiro em Nea Makri, centro de veneração do santo e de seus milagres, é agora um local de peregrinação muito frequentado, atraindo milhares de visitantes, especialmente pessoas que rezam pela cura de doenças. O mosteiro foi alvo de um escândalo público em 2005, quando as freiras do mosteiro e o bispo de Ática se acusaram mutuamente de desvio de dinheiro de doações de peregrinos.